# Idioma paisachi
El paisachi, conegut també com a paishachi, és un idioma extint de l'Índia antiga, esmentat com un mitjà de debat i d'expressió literària en diverses fonts budistes theravada, i en diverses gramàtiques pràcrites i sànscrites de l'antiguitat. No se sap fins a quin punt es tracta d'una llengua vernacla o d'una llengua artificial literària, comparable a la llengua pali.
Els autors moderns consideren que l'etimologia sànscrita de paisacha (que significa ‘dels dimonis') és una broma o simplement és falsa. Com amb la majoria dels idiomes, el nom sembla transferit d'un topònim associat al país d'origen de l'idioma. En algunes obres sànscrites ―com el poema Kavia-darsha, de Dandin, també se'l coneix amb el nom de bhuta-bhasha (‘idioma de fantasmes dimonis').
A hores d'ara no es conserven obres en aquesta llengua. L'única obra que es creu que està en paisachi és el Brijat-kathá ('el gran relat'), una col·lecció extensa de contes escrits al segle V de. Se'l coneix per la seua traducció i adaptació al sànscrit, realitzada per Somadeva al segle XI amb el nom de Katha-sarit-sagara. Una de les sèries de relats més famoses d'aquesta obra és Vikram i Vetal.
Sobre l'existència del paisachi, Sheldon Pollock afirma:
| «                    | Els lingüistes han identificat que en prové d'una parla de la costa de l'oceà Índic, proper a l'idioma pali i al munda dels habitants de les muntanyes Vindhia. […] De fet, hi ha poques raons per a preocupar-se de triar: […] el paishachi és el comodí en la baralla dels discursos sobre el llenguatge al sud d'Àsia, per tenir una condició exclusivament llegendària, ja que s'associa a un sol text perdut, el "Brhatkatha Brihat-kathá"' (el gran relat), que sembla que no ha existit com un text real sinó com una categoria conceptual, que representa el "Volksgeist"', el gran repositori de relats populars. […] De tota manera, a banda d'aquesta obra llegendària (que «sobreviu» en un sol text yaina Maharastri i en algunes adaptacions en sànscrit), l'idioma paisachi és irrellevant per a la història real de la literatura del sud d'Àsia. | » |
| — Sheldon I. Pollock | |   |

L'historiador Vishwanath Kashinath Rajwade afirma que algunes obres antigues com el Krista-purana i el Majábharata (de Krisnadas Shama), composts en idioma konkani, revelen que el modern konkani podria ser el successor de l'idioma paishachi.